# Revolución social

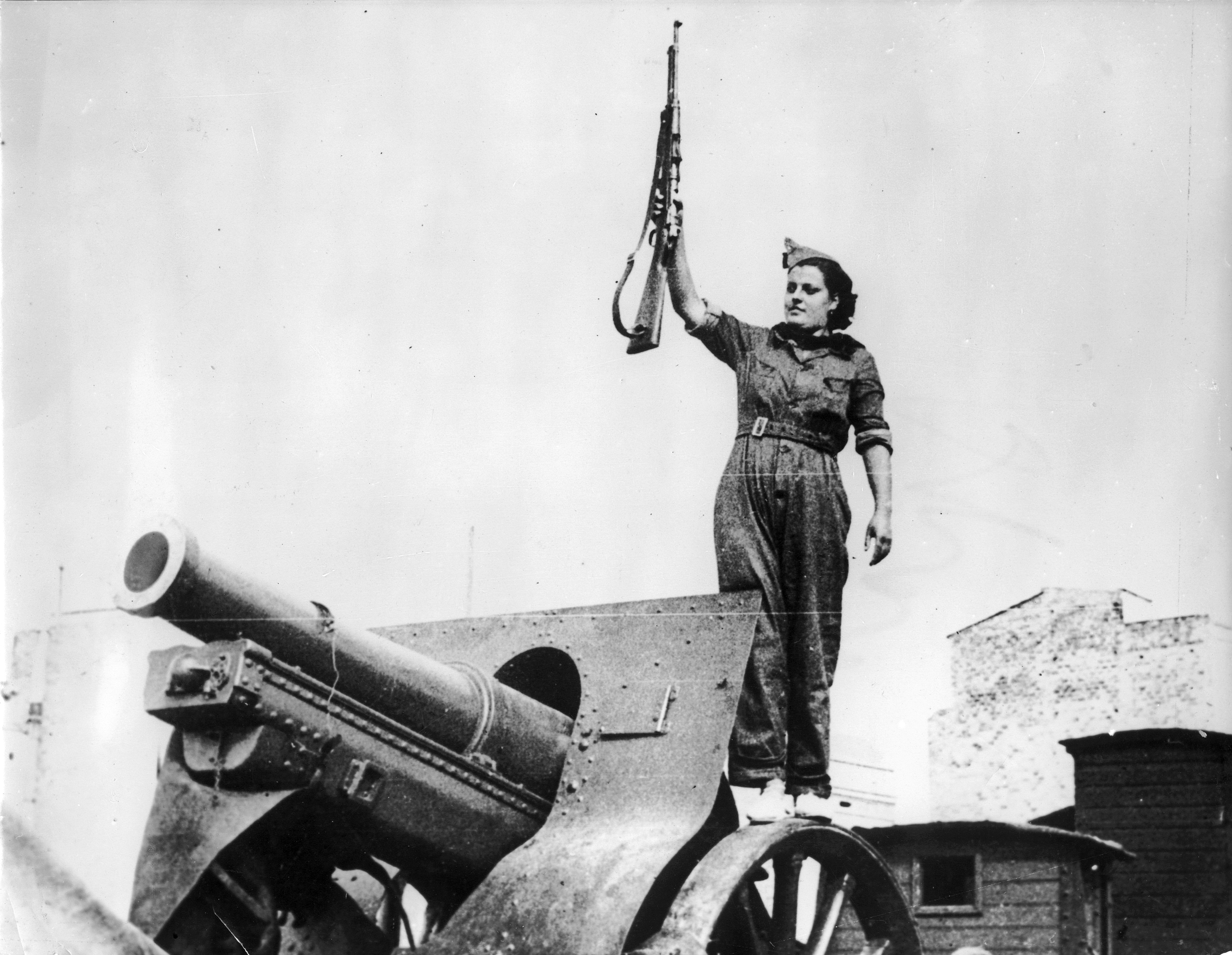
Miliciana posa con un rifle sobre un cañón en Barcelona (1936). La Revolución social española de 1936 se caracterizó por la involucración de las mujeres en el ámbito político y militar, el anticlericalismo y el colectivismo autogestionario de industrias y explicaciones agrícolas.

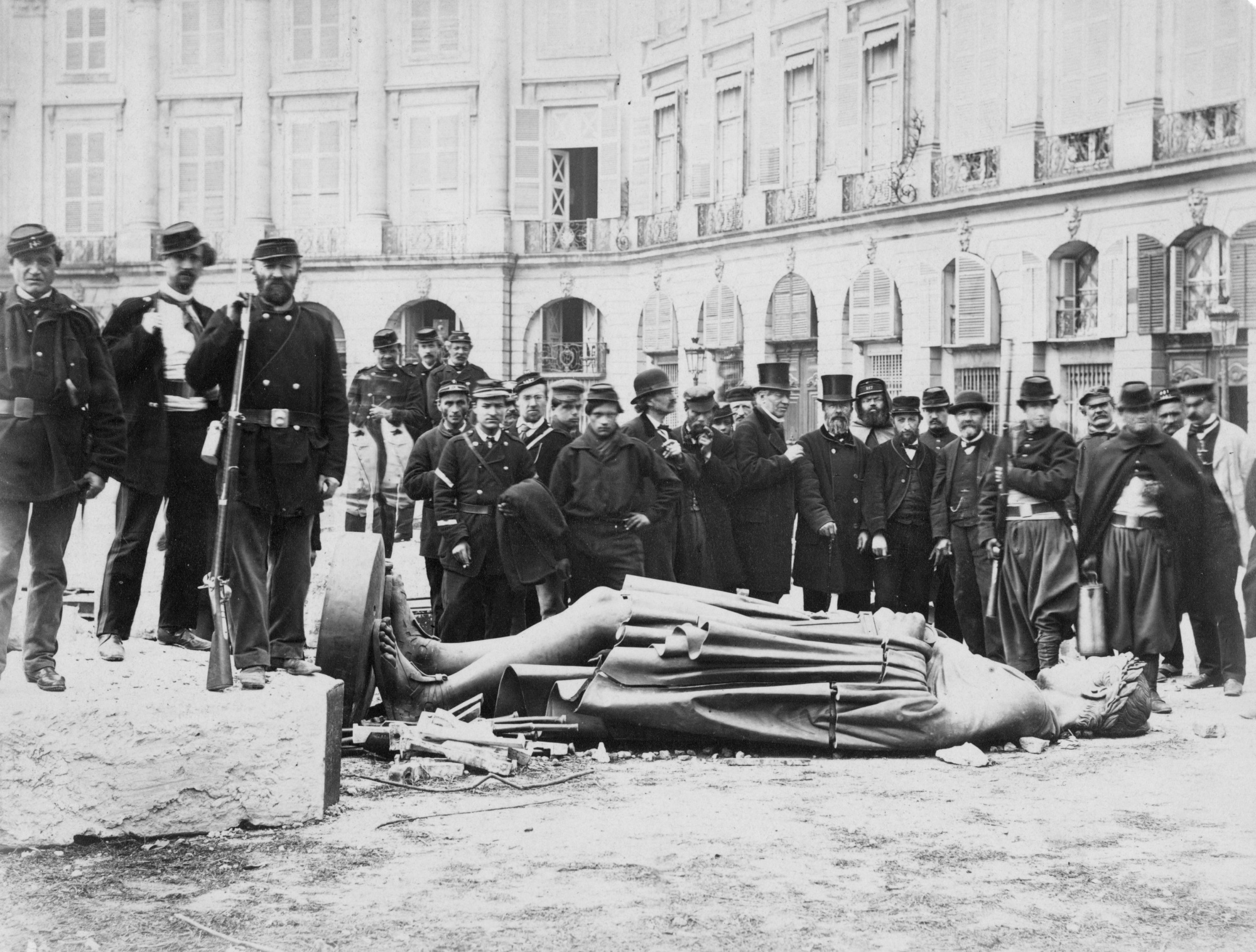
Columna Vendôme derribada durante la Comuna de París.

Una revolución social es una ruptura del sistema llevada a cabo directamente por la sociedad. Se trata de una transformación radical y global del conjunto de relaciones sociales cotidianas y de las interacciones de un grupo humano en el seno de un espacio dado. De manera más general, el concepto de revolución social se usa en ocasiones para designar los cambios mayores de una sociedad, como la Revolución francesa, el Movimiento por los derechos civiles de los Estados Unidos, la contracultura en la década de 1960 o el movimiento feminista. La revoluciones sociales, pues, se caracterizan por haber transformado no solo el sistema político, sino también la sociedad, la economía, la cultura, la filosofía y la tecnología.

## Descripción
Theda Skocpol es este artículo Los estados y las revoluciones sociales: un análisis comparativo de Francia, Rusia y China afirma que la revolución social es una "combinación de una profunda transformación estructural y grandes turbulencias de clase". Llega a esta definición combinando la de Samuel P. Huntington, de que "es un cambio nacional, rápido, fundamental y violento de los valores y mitos dominantes en la sociedad, en sus instituciones políticas, estructura social, liderazgo y actividades y políticas gubernamentales", y la de Vladimir Lenin, según el cual las revoluciones son "los festivales de los oprimidos ... [que actúan] como creadores de un nuevo orden social". También afirma que esta definición excluye muchas revoluciones, por no cumplir con una o ambas partes de esa definición.
Para el marxismo-leninismo, las revoluciones son el resultado necesario, sujeto a leyes, del desarrollo de la sociedad clasista. En las épocas revolucionarias surgen nuevas ideas sociales que organizan y movilizan a las masas, de modo que quienes antes estaban fuera de la vida política, ahora se incorporan a la lucha consciente y, por tanto, se produce una gran aceleración del desarrollo social. Por eso, según Marx, las revoluciones son las locomotoras de la Historia.
Al contrario que Le Grand Soir o que la revolución política, la revolución social es un proceso ascendente de acción directa -en contraposición a los dirigidos de arriba hacia abajo por las vanguardias políticas-, con el objetivo de reorganizar toda la sociedad. La revolución social es la capacidad colectiva de las personas para transformar radicalmente sus condiciones de existencia. Así, una revolución social no se centra en la toma del poder político, pues no se trata de sustituir un poder político por otro, sino en la reapropiación del poder de cada miembro de la sociedad, un proceso de igualación radical de las condiciones y de  lucha contra todas las formas de dominación. El ejemplo más citado es el de la Revolución Rusa de 1917 y su profundo proceso de transformación social ligado a la experiencia de la democracia directa autogestionada por los soviets (1905-1917), una práctica social radicalmente diferente de la toma militar del aparato del Estado que llevaron a cabo los bolcheviques durante la Revolución de Octubre. Se trata, pues, de un cambio profundo, que va más allá del marco político o económico, pero que permea todas las dimensiones de la vida cotidiana y social.
La Revolución Mexicana (1910-1917) se presenta a menudo como un ejemplo de revolución social, así como la Revolución social española de 1936, que tuvo lugar durante los primeros meses de la Guerra civil española. En su libro Homenaje a Cataluña, George Orwell describe la profundidad de estos cambios a través de una anécdota: “Los camareros y los clientes te miraban a la cara y te trataban como a un igual. Las formas de hablar serviles e incluso ceremoniales desaparecieron temporalmente. Nadie decía 'señor', ni siquiera 'usted', todos llamaban a todos 'camarada' y 'tú', decían 'hola' en lugar de 'buenos días'. Las propinas se prohibieron por ley, lo cual descubrí cuando el gerente de un hotel me regañó por intentar darle propina a un empleado."

## Elementos históricos

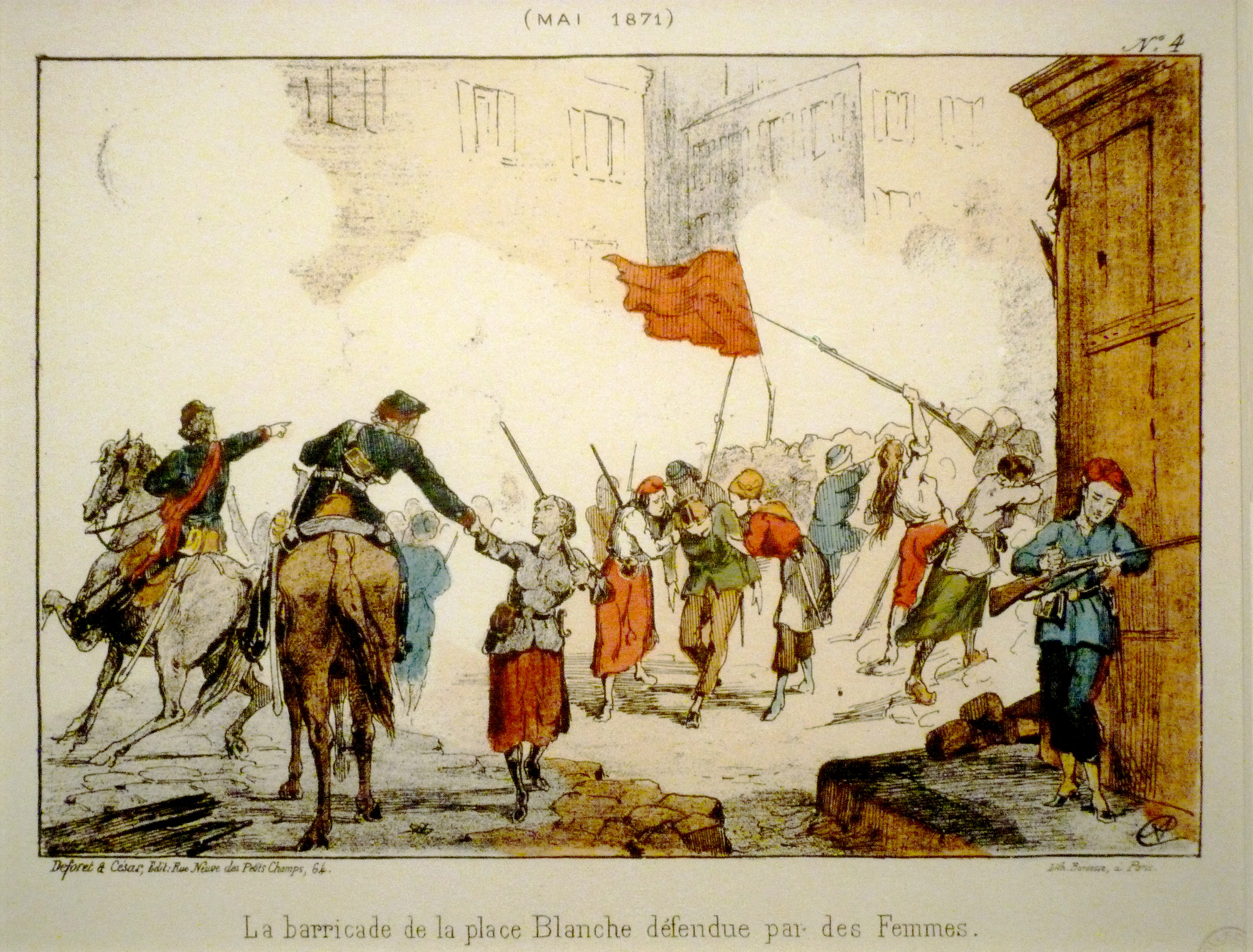
Barricada de la Plaza Blanche, defendida por mujeres, durante la Semana Sangrienta.

### La Comuna de París (1871)
La Comuna de París fue una revuelta patriótica y revolucionaria contra el Segundo Imperio francés, tras la derrota de la Guerra franco-prusiana de 1870 y la capitulación de París. Duró poco más de dos meses, desde el 18 de marzo de 1871 hasta la Semana sangrienta del 21 al 28 de mayo de 1871. En esa revuelta espontánea, que estableció una comuna libre para promover el federalismo y que abogaba por las relaciones contractuales, Mijaíl Bakunin vio "la primera manifestación brillante y práctica del anarquismo". Para los anarquistas, el fracaso de la Comuna conlleva ricas y valiosas lecciones. La Comuna, según ellos, no llegó lo suficientemente lejos en la descentralización, no completó el proceso de destrucción en el seno del Estado, no impulsó hasta la autogestión las reformas emprendidas en el plano económico, no consumó su movimiento hacia una auténtica y completa democracia participativa y, por último, no remató sus revoluciones políticas y económicas con una revolución social. En ese mismo sentido, Kropotkin escribió de que los comuneros intentaron primero consolidar la Comuna, posponiendo la revolución social, "mientras que la única forma de proceder era consolidar la Comuna mediante la revolución social".

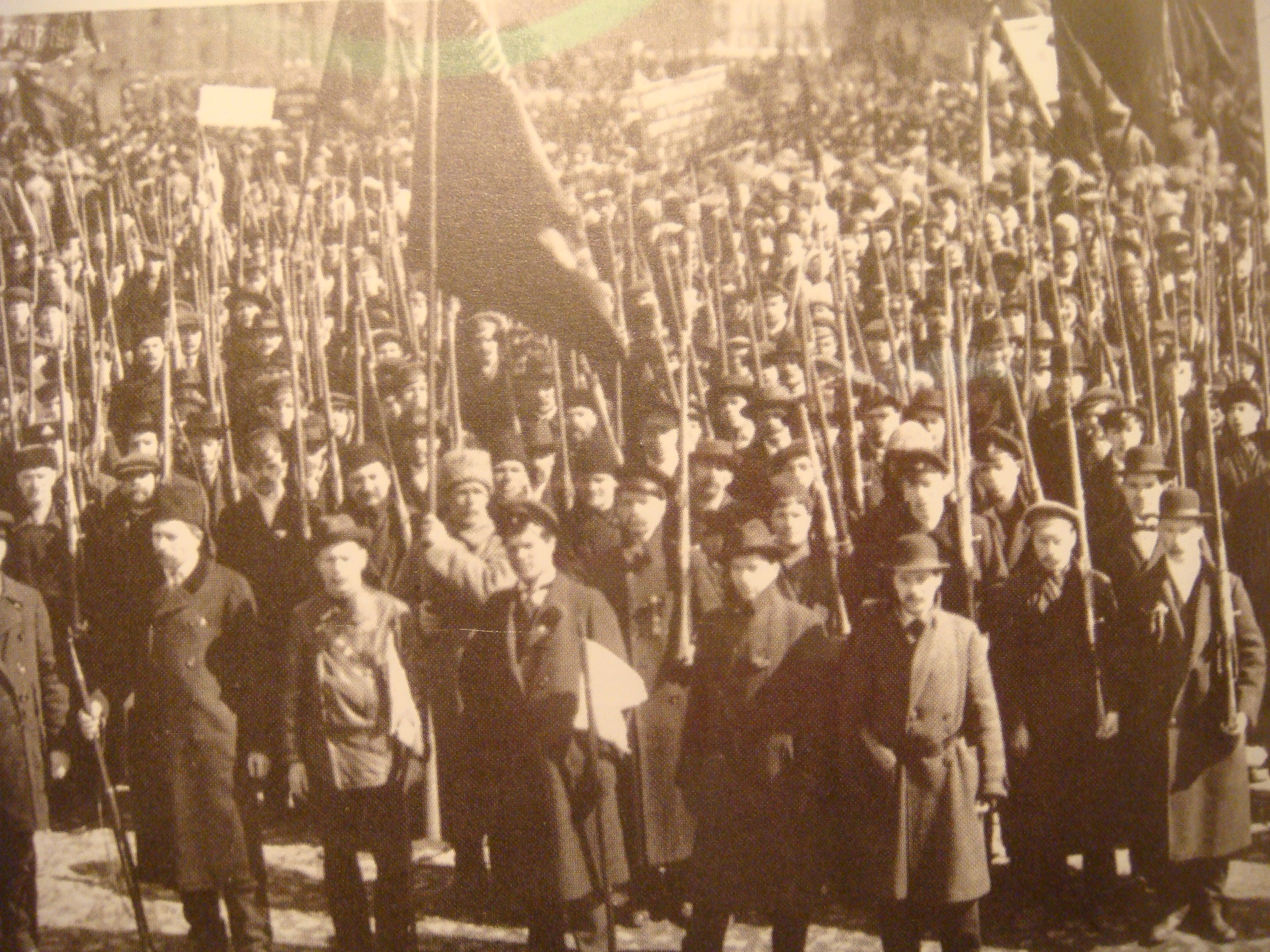
Manifestación de obreros armados y la Guardia Roja en Petrogrado en 1917.

### La Revolución social española (1936)

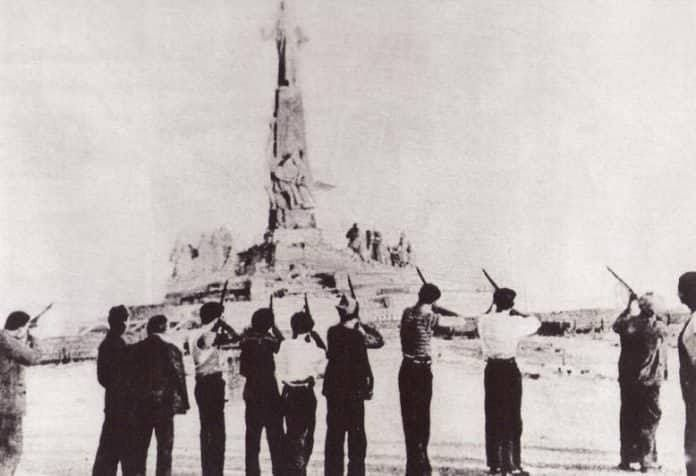
Milicianos republicanos fusilando la estatua del Sagrado Corazón, en el Cerro de los Ángeles (Getafe, Madrid) La prensa del Frente Popular publicó en portada y en primera página las fotografías del "fusilamiento" y comentó favorablemente el hecho ("Desaparición de un estorbo").

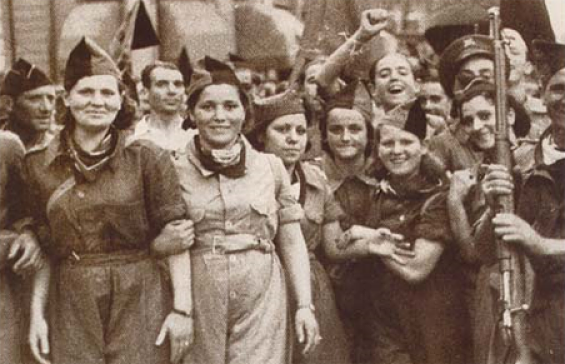
Milicianas anarquistas durante la Revolución social española de 1936

La revolución social española de 1936, engloba todos los acontecimientos de tipo revolucionario desatados en España, durante la Guerra civil, en respuesta al levantamiento militar e intento del golpe de Estado del 17 al 18 de julio de 1936. Los principales representantes de estos movimientos fueron la Confederación Nacional del Trabajo (CNT), la Federación Anarquista Ibérica (FAI), el Partido Obrero de Unificación Marxista (POUM), así como las ramas radicales del Partido Socialista Obrero Español (PSOE) y de la Unión General Trabajadores (UGT). Las bases ideológicas de esta revolución están ligadas al anarcosindicalismo y al comunismo libertario, extremadamente potente en la España de los años treinta, pero también en parte al marxismo revolucionario. Su ideario se basó en gran medida en: una fuerte descentralización, llamada “cantonalismo”, en el ámbito administrativo; la colectivización y la autogestión en el ámbito económico; liberalismo en los terrenos moral y social; anticlericalismo virulento en el ámbito religioso; y racionalismo en la educación.

### La excepcionalidad británica
Los académicos han identificado ciertos factores mitigadores en el auge de las revoluciones. Muchos historiadores sostienen que el surgimiento y la expansión del metodismo en Gran Bretaña impidió que allí tuviera lugar una revolución. Según Eric Hobsbawm, "el avivamiento religioso de finales del siglo XVIII distrajo las mentes de los ingleses de los pensamientos revolucionarios". Además de predicar el evangelio cristiano, John Wesley y sus seguidores metodistas visitaron a los encarcelados, así como a los pobres y ancianos, al tiempo que construían hospitales y dispensarios que brindaban atención médica gratuita a las masas. El sociólogo William H. Swatos afirmó que "el entusiasmo metodista transformó a los hombres y los llamó a reivindicar un control racional sobre sus propias vidas, al tiempo que proporcionaba, en su sistema de disciplina mutua, la seguridad psicológica necesaria para que la conciencia autónoma y los ideales liberales se interiorizaran; una parte de aquellos 'hombres nuevos' ... se regeneró por la prédica wesleyana". La práctica de la templanza entre los metodistas, así como su rechazo al juego, les permitió eliminar la pobreza secundaria y acumular capital. Las personas que frecuentaban las capillas metodistas y las escuelas dominicales "adoptaron, en la vida industrial y en la política, las cualidades y talentos que habían desarrollado dentro del metodismo, y los llevaron a la práctica en nombre de las clases trabajadoras de una manera no revolucionaria". La expansión de la Iglesia Metodista en Gran Bretaña, afirma el autor y profesor Michael Hill, "llenó un vacío social e ideológico" en la sociedad inglesa, "abriendo así los canales de movilidad social e ideológica ... que obraron contra la polarización de la sociedad inglesa en clases sociales rígidas". El historiador Bernard Semmel sostiene que "el metodismo fue un movimiento antirrevolucionario que triunfó (hasta donde lo logró), porque fue una revolución de un tipo radicalmente diferente", capaz de efectuar cambios sociales a gran escala.